# 萨沙·特劳特
萨沙·特劳特（德語：Sascha Traut，1985年5月21日—）是一位德国足球运动员，场上位置为中场。身高1米85，体重79公斤。

## 職業生涯
自2005年起为卡尔斯鲁厄队效力，期間只参加过1场德乙的比赛。
2007－08赛季转会至科布伦茨队，合同为期2年。
2009年6月24日，特劳特以自由球員身份加入布格豪森。
2010年8月31日，特劳特轉會至阿倫隊效力。
2014年5月6日，特劳特回到卡尔斯鲁厄队，合同为期2年。

## 榮譽

### 球會
卡尔斯鲁厄
- 德國足球乙級聯賽冠軍：2006/07年

阿倫
- 德國足球丙級聯賽亞軍：2011/12年

## 外部連結
- fussballdaten.de：Sascha Traut之統計數據 （德文）
- Sascha Traut （页面存档备份，存于） at weltfussball.de